# Orgelstich

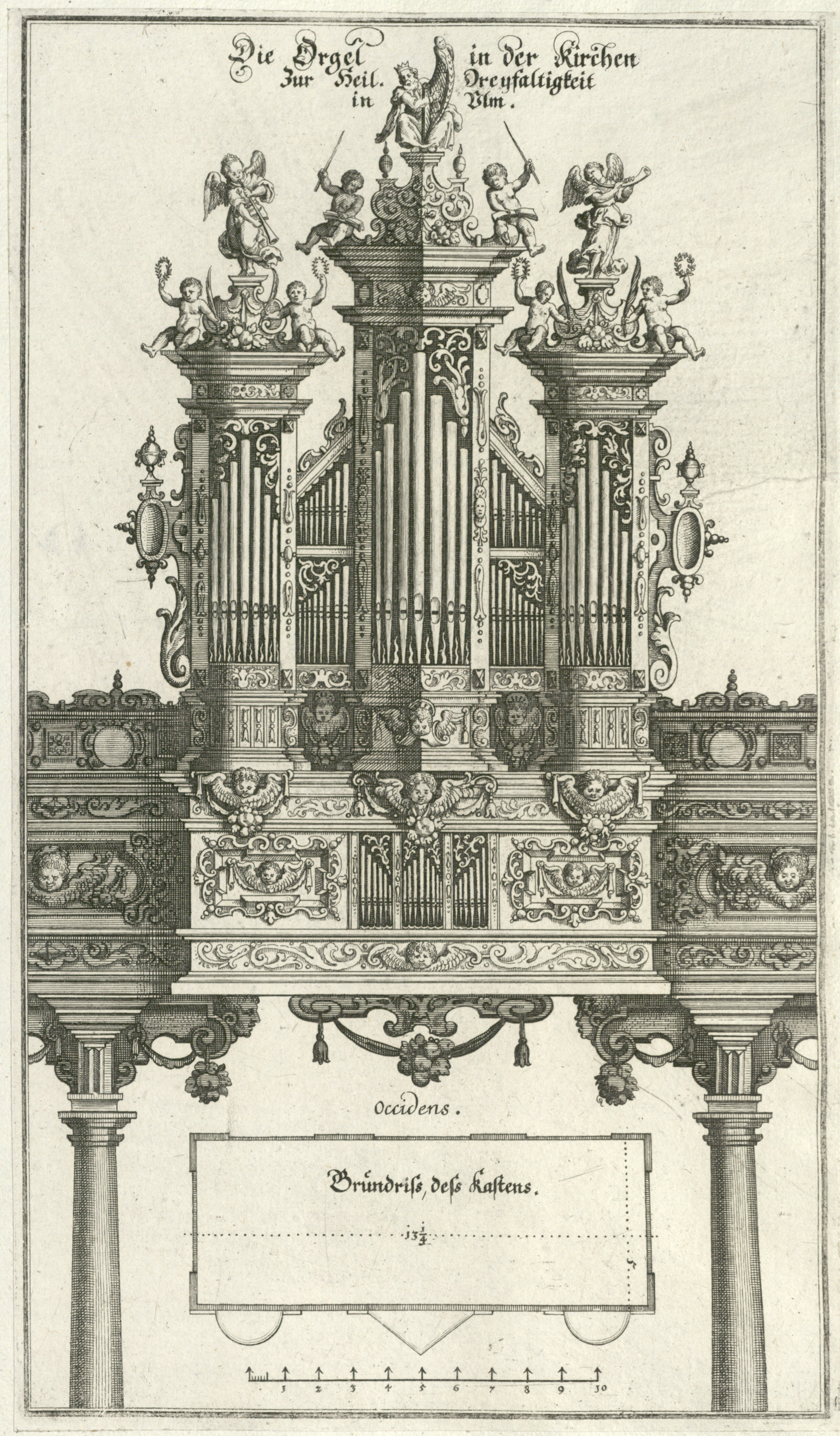
Orgelstich aus dem Jahr 1643 von Matthäus Merian: Die für eine Kirche in Ulm 1641 erbaute Ehemann-Orgel

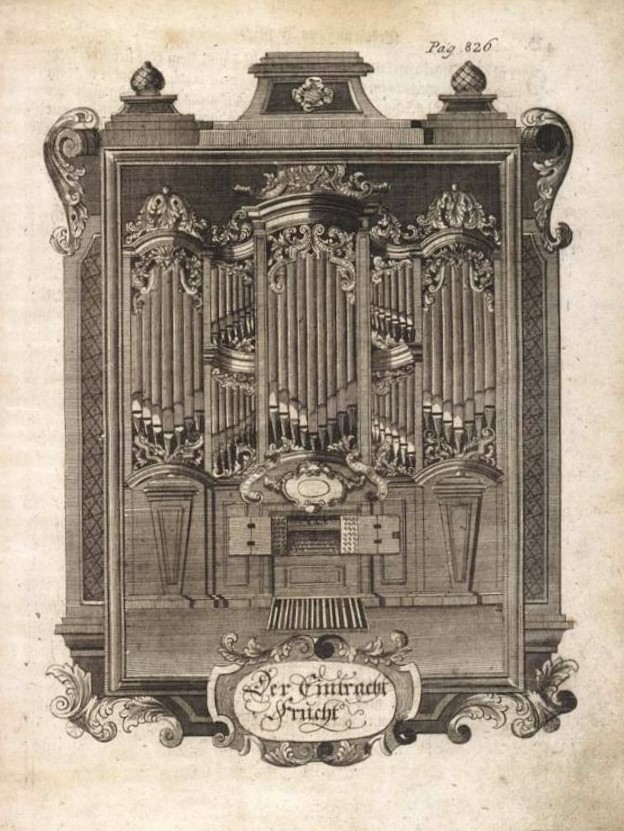
Ein 1736 veröffentlichter Orgelstich (Künstler unbekannt)

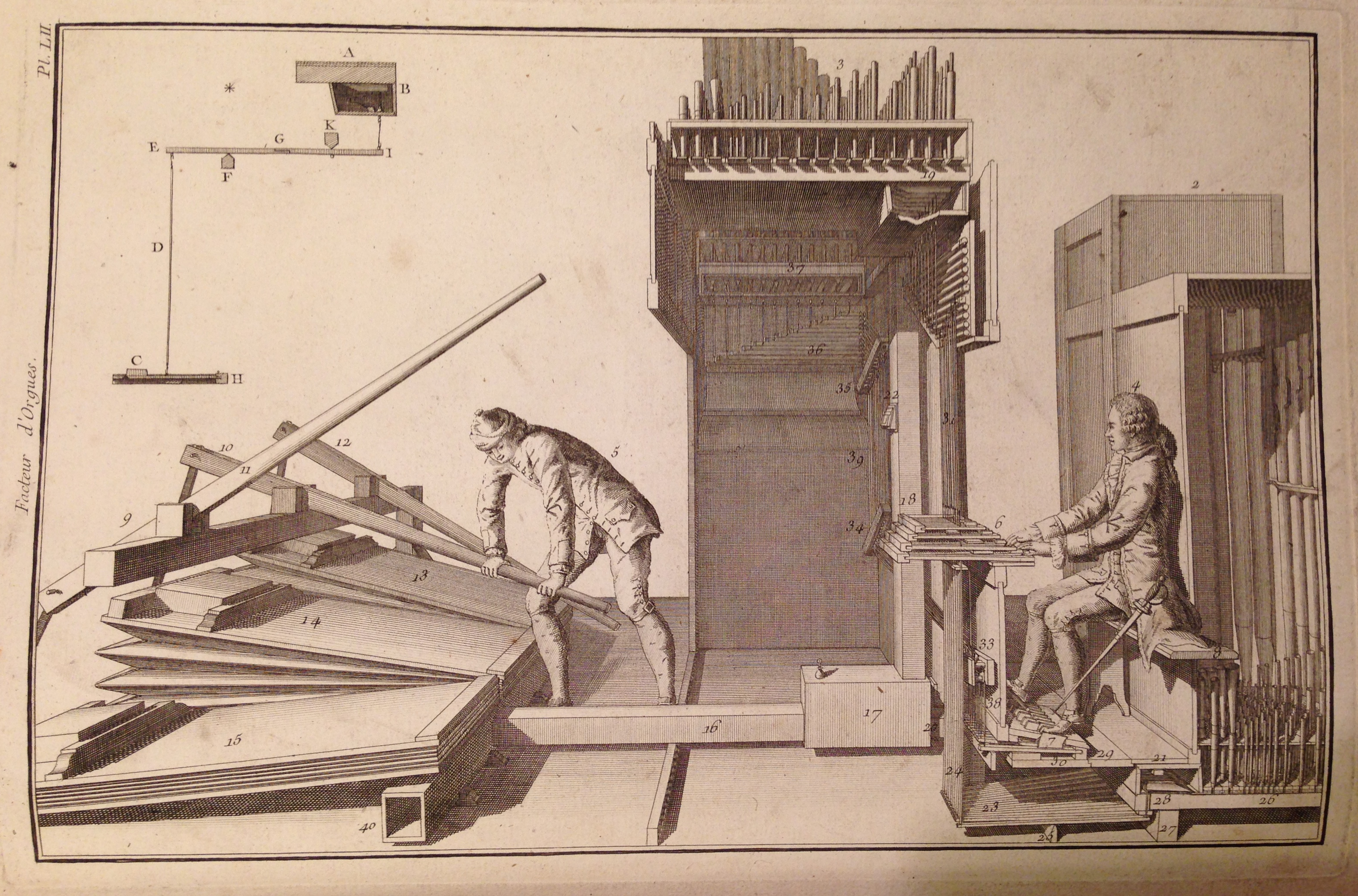
Beispiel aus dem Lehrbuch L’Art du facteur d’orgues (18. Jahrhundert)

Als Orgelstich wird eine meist ältere Grafik bezeichnet, die im Druckverfahren Holzstich oder Kupferstich hergestellt wurde und als Motiv eine Orgel, einen Orgelprospekt oder Objekte aus dem Bereich des Orgelbaus zeigt.

## Frühe Orgelstiche
Als einer der frühesten erhaltenen Orgelstiche gilt ein Kupferstich von Matthäus Merian aus dem Jahr 1643. Er stellt die neu erbaute Orgel für die Dreifaltigkeitskirche in Ulm dar, die der dort ansässige Orgelbauer Johann Ehemann zwei Jahre zuvor geschaffen hatte. Dies ist die einzige Abbildung einer Orgel in Merians umfangreichem Gesamtwerk. Die Ehemann-Orgel ist nicht mehr erhalten; allein durch Merians Werk ist das Wissen um ihr Aussehen bis heute erhalten geblieben.

## Bedeutung
Orgelstiche aus der Frühzeit des Orgelbaus stellen heute neben textlichen Beschreibungen der Instrumente in zeitgenössischen Quellen und den Aufzeichnungen der Orgelbaumeister wertvolle historische Quellen für die musikgeschichtliche Forschung dar. Sie geben Aufschluss über Anzahl, Größe und Anordnung der Pfeifen der historischen Instrumente sowie über die Größe und das Aussehen der Orgelgehäuse und veranschaulichen die Entwicklung der Orgelbaukunst über Jahrhunderte hinweg.
Von manchen Orgelbauern, deren Werke nicht erhalten sind, sind die Druckgrafiken die einzigen Zeugnisse ihres Schaffens. So sind beispielsweise Informationen über die Entwürfe des Orgelbauers Anton Berger (um 1660–1738) nur durch seine im Jahr 1718 in Augsburg unter dem Titel Accurater Entwurff gantz neu inventirter un[d] noch nie an das Tages-Liecht gekom[m]ener Orgel-Kästen, nebst Vorstellung deß aufrecht und verkehrter Vaciati unter einer schönen Architectur veröffentlichten Orgelstiche erhalten geblieben, die 1979 von Hermann Fischer und Theodor Wohnhaas als Faksimile neu herausgegeben wurden.
Neben Ansichten der Instrumente enthalten die Stiche oft auch Risszeichnungen oder Draufsichten mit genauen Maßangaben oder Darstellungen der Arbeitsschritte und -techniken sowie der verwendeten Werkzeuge. Eine eindrucksvolle Zusammenstellung von Kupferstichen zum Thema Orgelbau enthält das bedeutendste Orgelbau-Lehrbuch des 18. Jahrhunderts des französischen Benediktinerpaters und Orgelbauers Dom Bédos mit dem Titel L’Art du facteur d’orgues (deutsch: Die Kunst des Orgelbauers), das in den Jahren 1766 bis 1778 entstand.

## Sammlungen
Hans Gerd Klais, der langjährige Chef der Orgelbaufirma Klais, hat im Laufe von Jahrzehnten eine umfangreiche Sammlung von Orgelstichen aus der Zeit Beethovens zusammengetragen. Eine Auswahl dieser Druckgrafiken wurde vom 3. Dezember 2000 bis zum 7. Mai 2001 in einer Sonderausstellung mit dem Titel „Die Königin der Instrumente. Orgelstiche der Beethoven-Zeit aus der Sammlung Hans Gerd Klais“ im Beethoven-Haus zu Bonn gezeigt.